# Hollandia az 1960. évi téli olimpiai játékokon
Hollandia az egyesült államokbeli Squaw Valleyben megrendezett 1960. évi téli olimpiai játékok egyik részt vevő nemzete volt. Az országot az olimpián 2 sportágban 7 sportoló képviselte, akik összesen 2 érmet szereztek.

## Érmesek
| Érem  | Versenyző        | Sportág        | Versenyszám  |
| ----- | ---------------- | -------------- | ------------ |
| Ezüst | Sjoukje Dijkstra | Műkorcsolya    | Női egyéni   |
| Bronz | Jan Pesman       | Gyorskorcsolya | Férfi 5000 m |

## Gyorskorcsolya
Férfi
| Versenyző          | Versenyszám | Eredmény      | Helyezés      |
| ------------------ | ----------- | ------------- | ------------- |
| Wim de Graaff      | 500 m       | 42,9          | 28.           |
| Wim de Graaff      | 1500 m      | 2:16,5        | 15.*          |
| Henk van der Grift | 500 m       | 41,2          | 10.**         |
| Henk van der Grift | 1500 m      | nem ért célba | nem ért célba |
| Jan Pesman         | 500 m       | 43,4          | 33.*          |
| Jan Pesman         | 5000 m      | 8:05,1        |               |
| Jan Pesman         | 10 000 m    | 16:41,0       | 12.           |
| Jeen van den Berg  | 5000 m      | 8:22,4        | 19.           |
| Jeen van den Berg  | 10 000 m    | 17:23,5       | 22.           |
| Kees Broekman      | 5000 m      | 8:22,9        | 20.           |
| Kees Broekman      | 10 000 m    | 16:59,9       | 16.           |

* - egy másik versenyzővel azonos eredményt ért el

** - két másik versenyzővel azonos eredményt ért el

## Műkorcsolya
| Versenyző        | Versenyszám | Kötelező elemek   | Kötelező elemek | Kűr               | Kűr   | Összesítés                     | Összesítés                     | Összesítés                     | Összesítés                     | Összesítés                     | Összesítés                     | Összesítés                     | Összesítés                     | Összesítés                     | Összesítés        | Összesítés        | Összesítés  | Összesítés | Összesítés |
| Versenyző        | Versenyszám | Kötelező elemek   | Kötelező elemek | Kűr               | Kűr   | Helyezési pontszámok bírónként | Helyezési pontszámok bírónként | Helyezési pontszámok bírónként | Helyezési pontszámok bírónként | Helyezési pontszámok bírónként | Helyezési pontszámok bírónként | Helyezési pontszámok bírónként | Helyezési pontszámok bírónként | Helyezési pontszámok bírónként | Több. hely. száma | Több. hely. össz. | Hely. össz. | Pont       | Helyezés   |
| Versenyző        | Versenyszám | Több. hely. száma | Hely.           | Több. hely. száma | Hely. | 1                              | 2                              | 3                              | 4                              | 5                              | 6                              | 7                              | 8                              | 9                              | Több. hely. száma | Több. hely. össz. | Hely. össz. | Pont       | Helyezés   |
| ---------------- | ----------- | ----------------- | --------------- | ----------------- | ----- | ------------------------------ | ------------------------------ | ------------------------------ | ------------------------------ | ------------------------------ | ------------------------------ | ------------------------------ | ------------------------------ | ------------------------------ | ----------------- | ----------------- | ----------- | ---------- | ---------- |
| Sjoukje Dijkstra | Női egyéni  | 8×2+              | 2.              | 8×3+              | 3.    | 2,0                            | 2,0                            | 2,0                            | 2,0                            | 2,0                            | 2,0                            | 3,0                            | 2,0                            | 3,0                            | 7×2+              | 14,0              | 20,0        | 1424,8     |            |
| Joan Haanappel   | Női egyéni  | 6×5+              | 4.              | 5×8+              | 7.    | 7,0                            | 5,0                            | 7,0                            | 6,0                            | 6,0                            | 6,0                            | 6,0                            | 4,0                            | 5,0                            | 7×6+              | 38,0              | 52,0        | 1331,9     | 5.         |